# (853) Nansenia
(853) Nansenia es un asteroide perteneciente al cinturón de asteroides descubierto el 2 de abril de 1916 por Serguéi Ivánovich Beliavski desde el observatorio de Simeiz en Crimea.
Está nombrado en honor de Fridtjof Wedel-Jarlsberg Nansen (1861-1930), explorador y científico noruego.